# Svépravice
Svépravice (německy Siprawetz) jsou obec v okrese Pelhřimov v Kraji Vysočina. Žije zde 117 obyvatel.

## Historie
První písemná zmínka o obci pochází z roku 1360. Podle Ottova slovníku byla obec Sýpravice v roce 1900 vsí okresu Pelhřimov s 21 domy, s 232 českými obyvateli a s jednotřídní školou. Doručovací pošta byla v Červené Řečici.

## Obyvatelstvo
| Rok            | 1869 | 1880 | 1890 | 1900 | 1910 | 1921 | 1930 | 1950 | 1961 | 1970 | 1980 | 1991 | 2001 | 2011 | 2021 |
| -------------- | ---- | ---- | ---- | ---- | ---- | ---- | ---- | ---- | ---- | ---- | ---- | ---- | ---- | ---- | ---- |
| Počet obyvatel | 358  | 336  | 323  | 332  | 306  | 332  | 285  | 190  | 201  | 175  | 138  | 123  | 124  | 119  | 123  |
| Počet domů     | 48   | 50   | 52   | 51   | 55   | 55   | 52   | 51   | 46   | 44   | 39   | 40   | 44   | 43   | 50   |

## Obecní správa a politika
Mezi lety 1869–1979 Svépravice byly obcí v okrese Pelhřimov. Od 1. ledna 1980 do 23. listopadu 1990 patřily jako čast města k Pelhřimovu a od 24. listopadu 1990 jsou opět samostatnou obcí.

### Politika
V letech 2006–2010 působil jako starosta Václav Hlom, od roku 2010 tuto funkci zastává Dušan Repáč.

### Obecní symboly
Znak a vlajka byly obci uděleny rozhodnutím předsedy Poslanecké sněmovny Parlamentu České republiky dne 15. června 2015.

## Pamětihodnosti
- Kaplička na návsi
- Budova bývalé školy
- Dům čp. 14